# 軍用飛行場

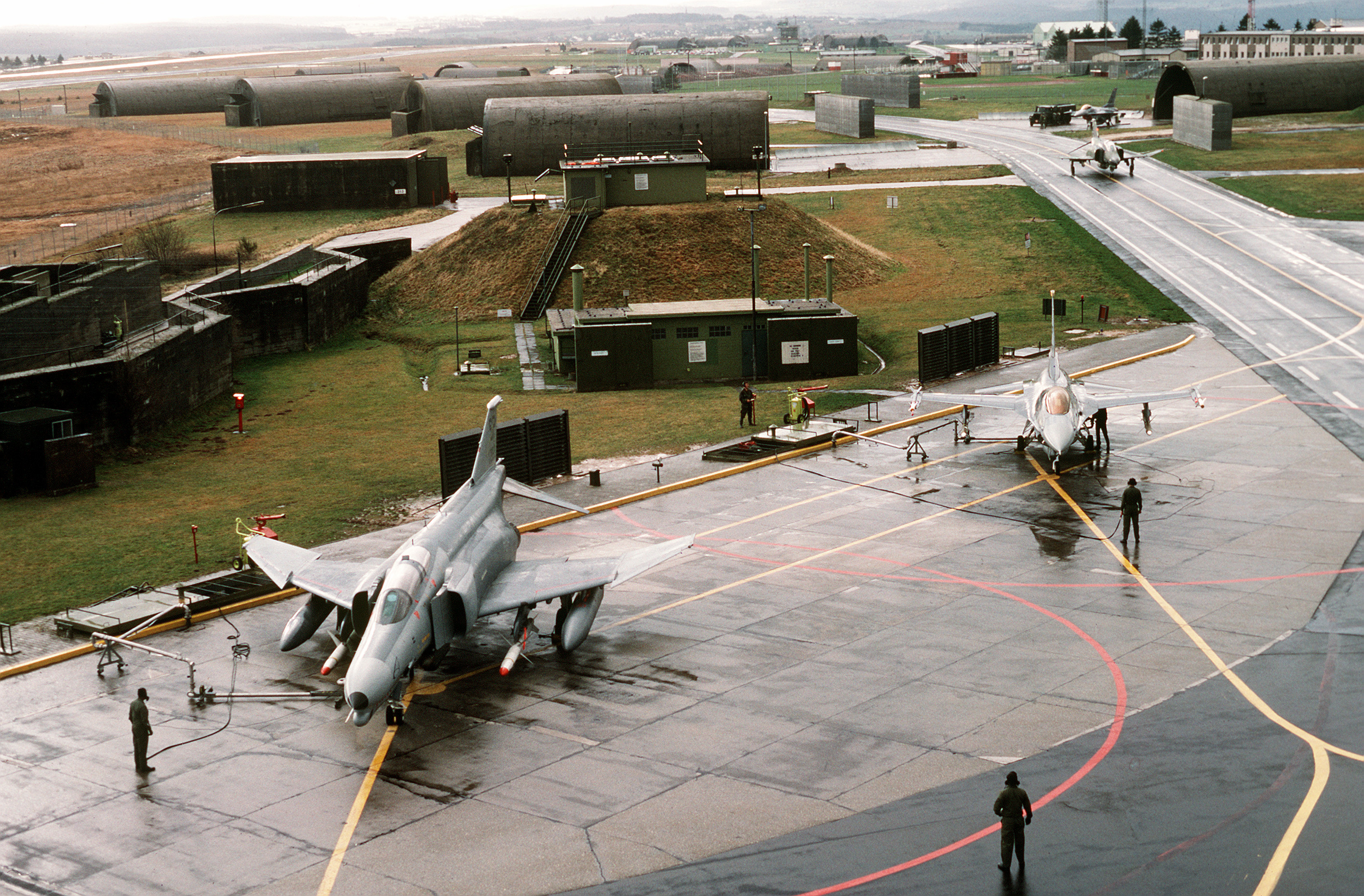
ドイツにあるアメリカ空軍のシュパングダーレム空軍基地の一部、1990年撮影。

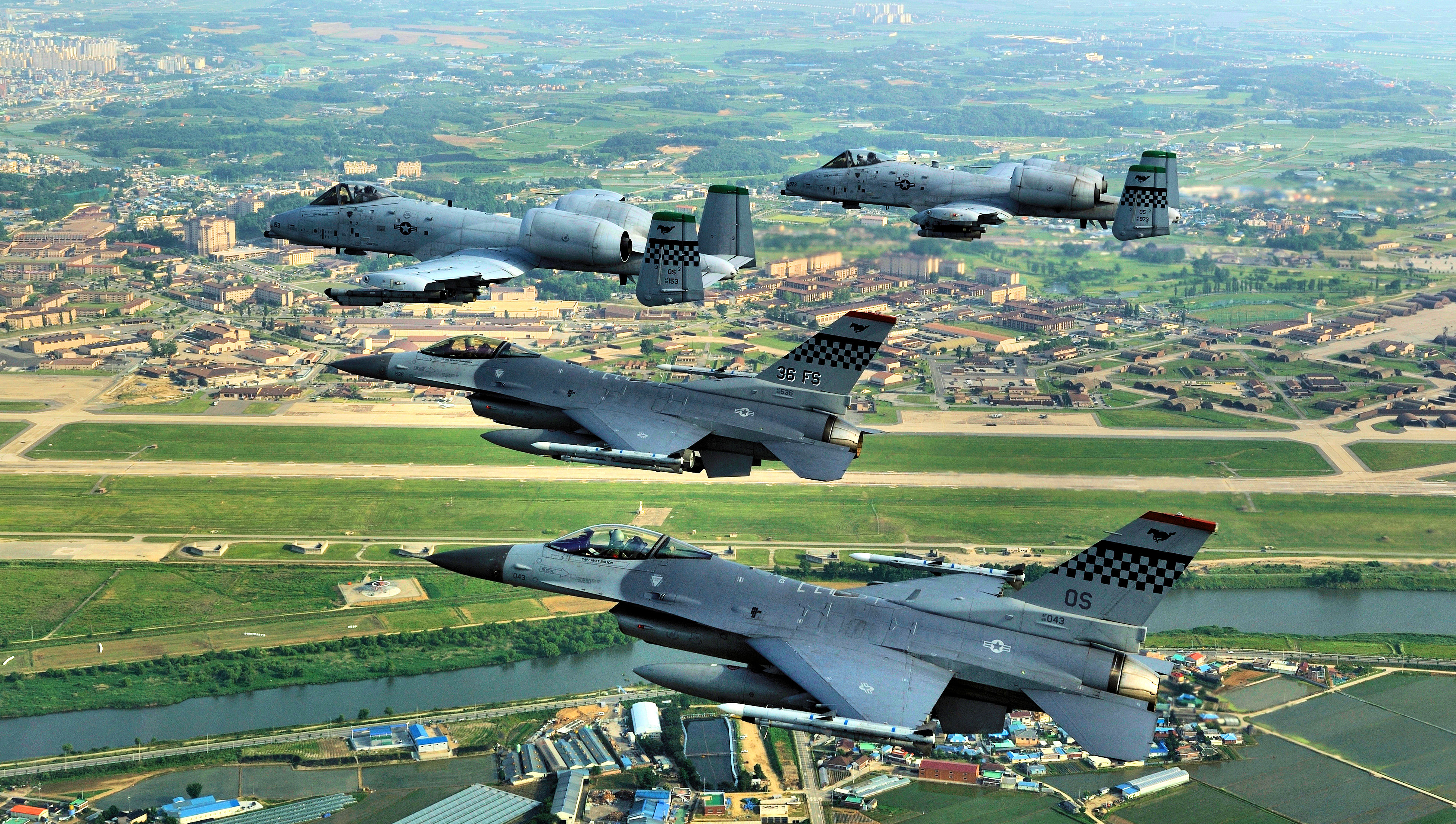
アメリカ空軍と大韓民国空軍が共用する、大韓民国の烏山空軍基地。

軍用飛行場（ぐんようひこうじょう、英語: airbase、military airfield、military airport、air force station、air force base など）は、軍用機の運用のために軍隊が使用する飛行場。

## 施設
典型的な軍用飛行場は、例えば航空交通管制のための管制塔や空港消防施設など、民間機の空港と変わらない施設も備えている。一部の軍用飛行場には、旅客用の施設もあり、例えばイングランドにあるブライズ・ノートン空軍基地には、イギリス空軍が運行しているロッキード トライスター (RAF) によるフォークランド諸島行きの便に乗る旅客のためのターミナルがある。また、多くの軍用飛行場では、民間の旅客機が利用する民間区域が設けられており、例えば、中国の北京南苑空港、日本の茨城空港、アメリカ合衆国のバーリントン国際空港などが、こうした形の軍民共用空港となっている。
一部の軍用飛行場には、敵の攻撃から航空機を護るために、掩体壕や強化航空機用シェルター、さらには、地下格納庫などが設けられている。軍用機は、航空機用の武器弾薬等の保管施設が必要になる。軍用飛行場には、防空のための対空兵器や部隊防護のための部隊が配置されることもある。

## 道路を転用する軍用飛行場
道路を転用する軍用飛行場は、戦時に補助的な軍用飛行場として転用できるように建設した高速道路である。こうした戦略を活用している例としては、スウェーデン空軍、フィンランド空軍、パキスタン空軍、ドイツ空軍、シンガポール空軍、スイス空軍、大韓民国空軍、トルコ空軍、ポーランド空軍などがある。フィンランドの場合、航空機の着陸に必要な走路の距離を圧縮するために一部の航空母艦で用いられるものに似たアレスティング・ワイヤーが装備されている。

## 航空母艦
航空母艦は軍艦の一種であり、海上の軍用飛行場として機能するが、その発達は現代における空軍力の拡大に大きく貢献してきた。紛争地域により近い場所まで軍用機を展開させることを可能とする航空母艦は、今や軍事力の要である。第二次世界大戦中のアメリカ合衆国にとっても、1982年のフォークランド紛争の際のイギリスにとっても、航空母艦は決定的に重要であった。航空母艦は現代的な役割とともに、「国家が自在に動かすことができる、数エーカーの主権の及ぶ場所」として、軍事面のみならず、外交政策上も大きなフレキシビリティを生む。また、航空母艦は、災害救援にも使用される。